# Mälaren
Mälaren är en svensk slättsjö i östra Sverige som utgör gränsen mellan Uppland och Södermanland. Den har sin utgångspunkt i Västmanland och rinner ut i Östersjön med Stockholms skärgård som utflöde. Som sjö är den Sveriges tredje största sjö efter Vänern och Vättern. Mälaren har med sina öar och strandområden klassificerats som riksintresse.
Vattenarealen är 1 073 km², vilket bara är en femtedel av Vänerns men trots detta har de båda sjöarna ungefär lika lång strandlinje. Från öst till väst sträcker sig Mälaren omkring 120 kilometer och den beräknas innehålla 14,3 miljarder kubikmeter vatten. Mälaren är vattentäkt för ca 2,3 miljoner människor, bland annat tar Stockholm Vatten och Norrvatten sitt råvatten från sjön. Det sker vid tre vattenverk; Norsborgs vattenverk, Lovö vattenverk och Görvälns vattenverk. För att skydda vattenförsörjningen infördes 2008 Östra Mälarens vattenskyddsområde.

## Etymologi
Namnet Mälaren kommer av fornsvenska: mælir som betyder ”grovt grus” (besläktat med ”mala, mjöl, mjäll” med mera). Första gången det namnet kan beläggas i skrift är troligen från 1320-talet.

## Mälarens tillkomst

Ancylussjön 8 200 f.Kr. De sista resterna av inlandsisen syns i vitt.

Weichselistiden, som täckte nästan hela Skandinavien och stora delar av Nordtyskland ända ner till dagens Berlin varade i ungefär 100 000 år. Ismassornas tjocklek har uppskattats till upp till 3 km. På grund av klimatförändringar började ismassorna att smälta för cirka 20 000 år sedan och Östersjöns föregångare, Baltiska issjön bildades. Baltiska issjön var ett uppdämt sötvattenhav som enligt tidigare uppfattning omkring 8 300 f.Kr. tömde stora mängder av sitt vatten västerut genom Mellansverige via Mälardalen och Vänern genom en passage som kallas ”Svea älv”. Idag är den dominerade teorin att tömningen av Baltiska Issjön gick i flera steg under en längre period och hade sitt utlopp västerut via dagens Göta älv. Under den sista fasen av Östersjöns tillkomst bildades cirka 2000 f.Kr. Limneahavet. Mälaren är liksom Vänern en rest av en tidigare förbindelse mellan dagens Östersjön och Nordsjön.
Innan istiden rann Dalälven ut i Mälaren. Dalälven följde då nuvarande Sagåns lopp och mynnade mellan dagens Västerås och Enköping. Den smältande isen täppte igen älvfåran, och Dalälven letade sig istället åt nordost till nuvarande mynning i Gävlebukten.
Under stenåldern var Mälaren fortfarande en djup vik av Östersjön. Kring 1000-talet separerades Mälaren genom den postglaciala landhöjningen från Östersjön mer och mer Vid vikingatidens slut låg vattennivån cirka fem meter över den nuvarande. Medelvattenytan ligger idag 0,86 meter över havet. Vattenytan har stigit ungefär en halvmeter jämfört med havsytan under 1900-talet på grund av landhöjningen. Vid Mälarens norra delar sker fortfarande en långsam landhöjning eftersom landhöjningen är större där än vid utloppen. Sjön är numera reglerad med dammluckor vid Riksbron för att förhindra att bräckvatten strömmar in i Mälaren vid högvatten i Saltsjön. Dammluckorna fälls endast ner vid de tillfällen då havsvattenytan är högre än Mälarens vattenstånd.

## Geografi

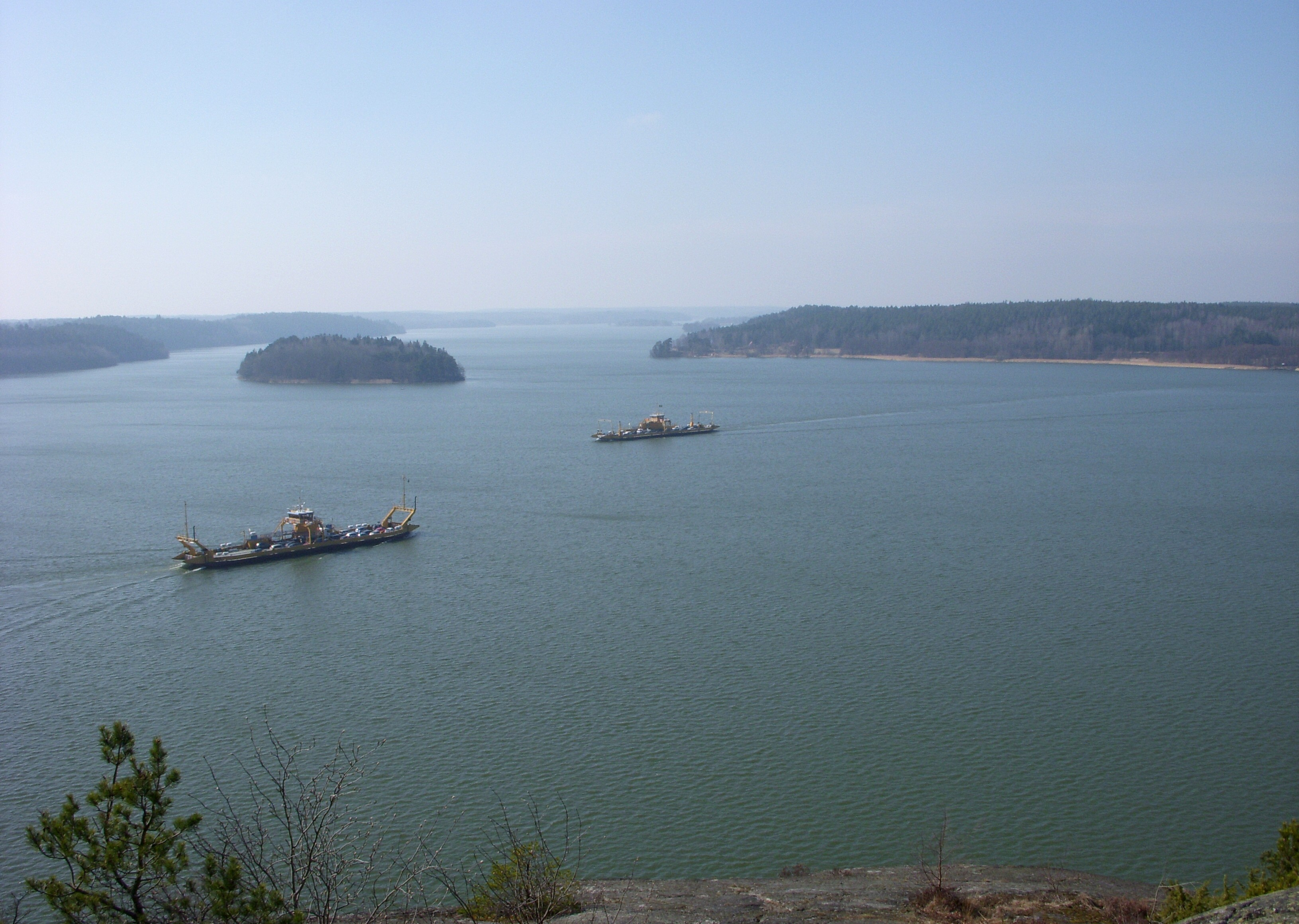
Mälaren vid Slagsta, vy från Korpberget.

Mälaren består av vikar, sund och fjärdar och har många öar, de största är Selaön och Svartsjölandet. Antalet holmar och skär med en yta som understiger en (1) hektar är cirka 7 800 stycken. Av dessa öar är cirka 6 500 mindre än 100 m² till ytan. Medeldjupet beräknas till 12,8 meter och det största uppmätta djupet är 66 meter, i Lambarfjärden utanför Hässelby. Sjöns form har sitt ursprung i förkastningar, åsar och sprickdalar.
Mälarens smalaste punkt är vid Kvicksundsbron i Kvicksund.
De naturliga utloppen är Norrström och Söderström, norr och söder om Stadsholmen i Stockholm. Tappningen i Söderström sker numera vid Slussen under Karl Johans torg (f.d. Nils Ericsons sluss), men det mesta vattnet går via Norrström. Vid högvatten sker även tappning genom Södertälje kanal och Hammarbyslussen. Avrinningen är idag för liten varför översvämningar kan inträffa, vilket bland annat hotar tunnelbanan i Stockholm. Våren 2001 fattades bara någon decimeter för att vattnet skulle rinna in i biljetthallen vid tunnelbanestationen i Gamla Stan. Ombyggnader planeras bl.a. vid Slussen i Stockholm samt av Södertälje kanal för att öka avbördningsförmågan.
Mälaren avvattnar ett 22 650 km² stort område. Större tillflöden är (räknade moturs från Stockholm) Fyrisån, Örsundaån, Sagån, Svartån, Kolbäcksån, Köpingsån, Hedströmmen, Arbogaån, Eskilstunaån och Råckstaån. Mälaren har sin största tillrinning och sitt högsta vattenstånd på våren i samband med snösmältningen. Under sommaren är tillflödet till sjön ofta mindre än avdunstningen.

## Historisk kartografering
Från 1650-talet och framåt företogs flera uppmätningsexpeditioner runt Mälaren. Sjön var strategiskt och ekonomiskt viktig och det saknades en tillförlitlig karta. De många öarna och vikarna gjorde dock uppmätningen till en omfattande uppgift.
År 1689 tillkom Gripenhielms Mälarkarta som är ett kartverk över Mälaren och omgivningar upprättat av kartografen och lantmäteriets förste direktör Carl Gripenhielm på uppdrag av Karl XI. Det som gör Mälarkartan så speciellt är att den inramas av 96 realistiska gouachemålningar över städer, slott, herrgårdar och farleder runt Mälaren. Kartan är handritad på regalpapper, uppfodrad på lärft och mäter 3,46 × 2,14 meter. Den förvaras sedan 1884 i Kungliga Biblioteket.
Gripenhielms Mälarkarta var aktuell fram till 1739 då en ny, exaktare, karta över Mälaren färdigställdes av dåvarande lantmäteridirektören Jacob Nordencreutz.

### Historiska kartor

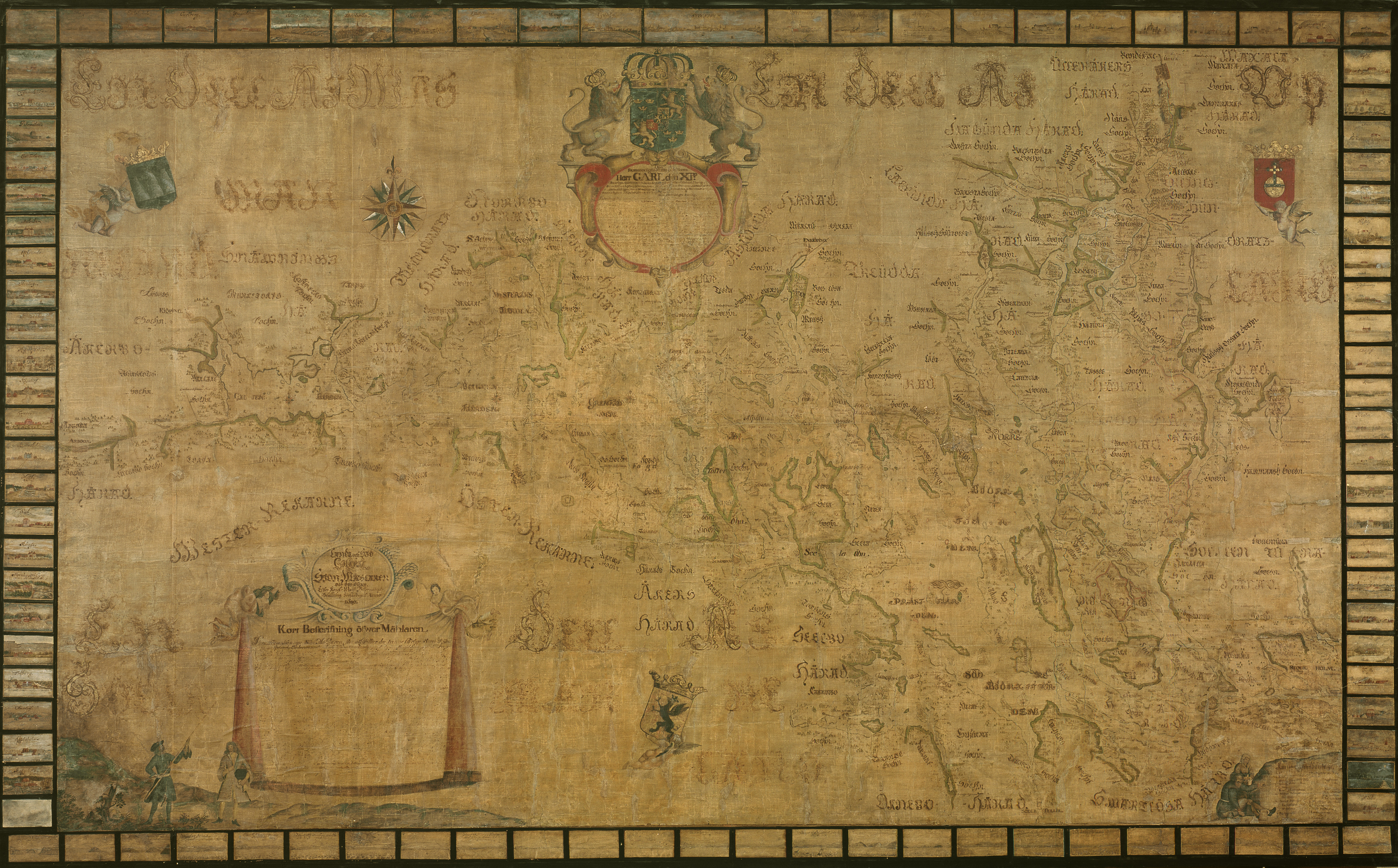
Gripenhielms Mälarkarta från 1689.
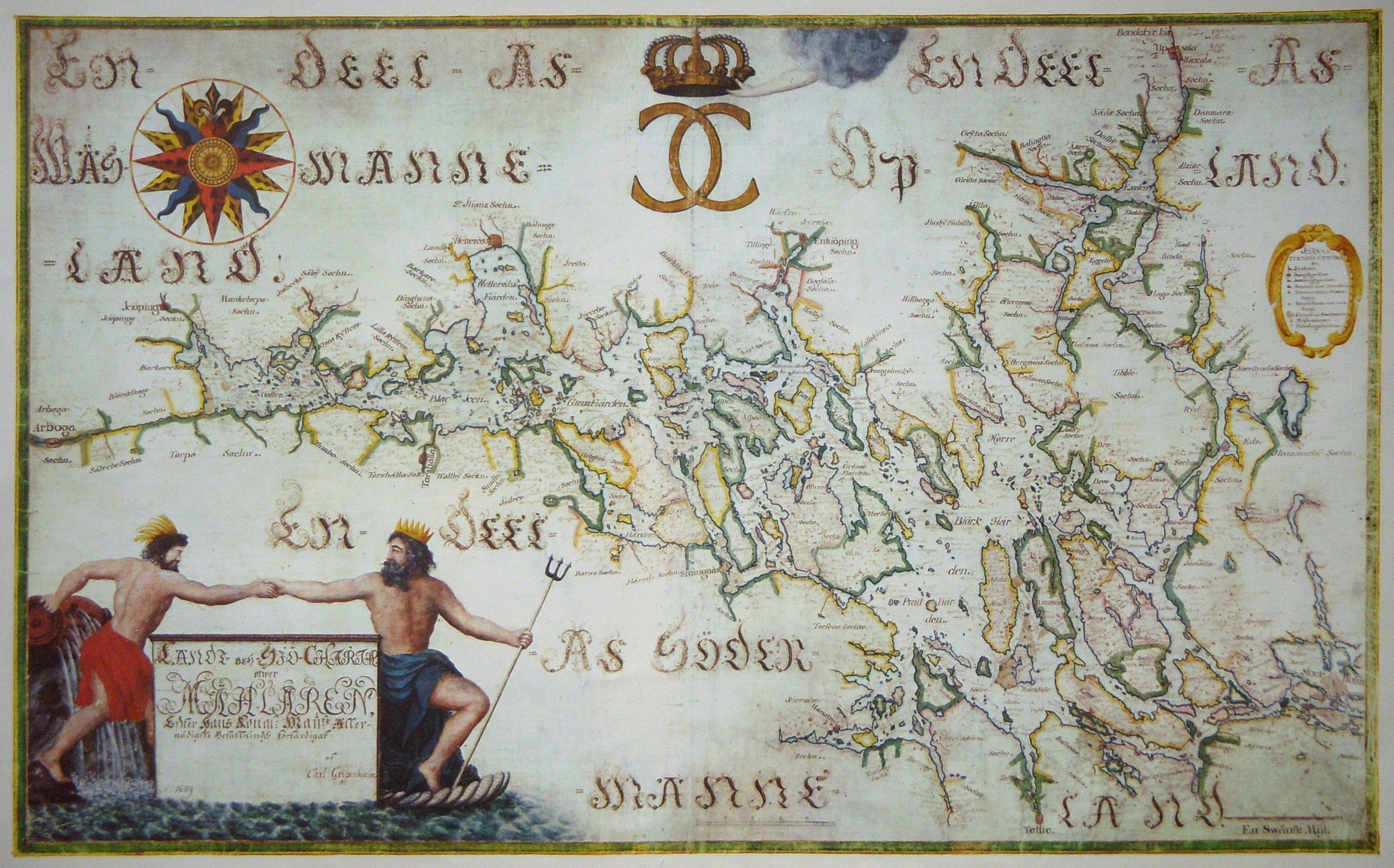
Gripenhielms Mälarkarta kopia från 1690.
Jacob Nordencreutz Mälarkarta från 1739.
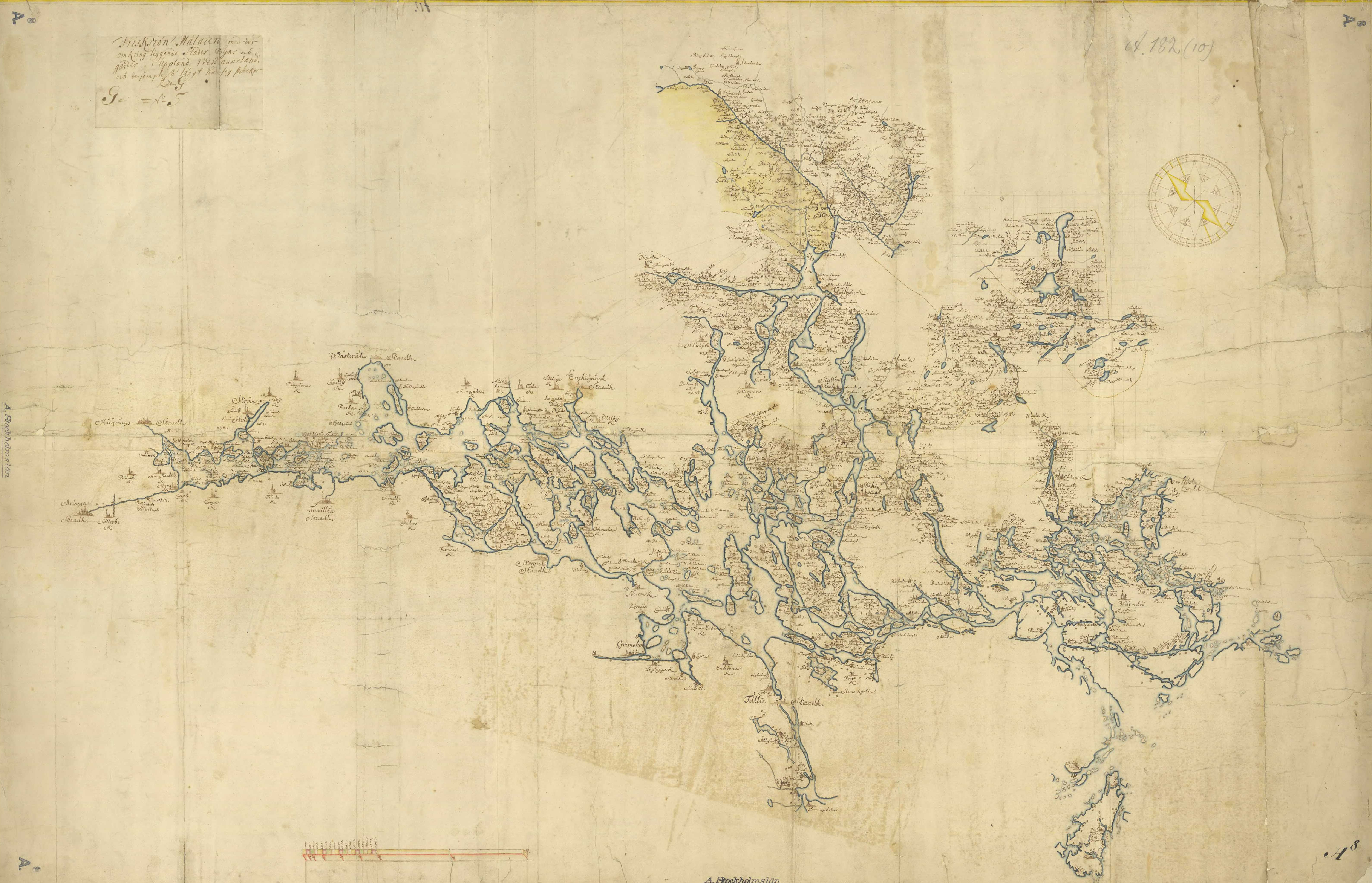
Mälarkarta med angränsande landområden från 1740-talet.

## Ekologi

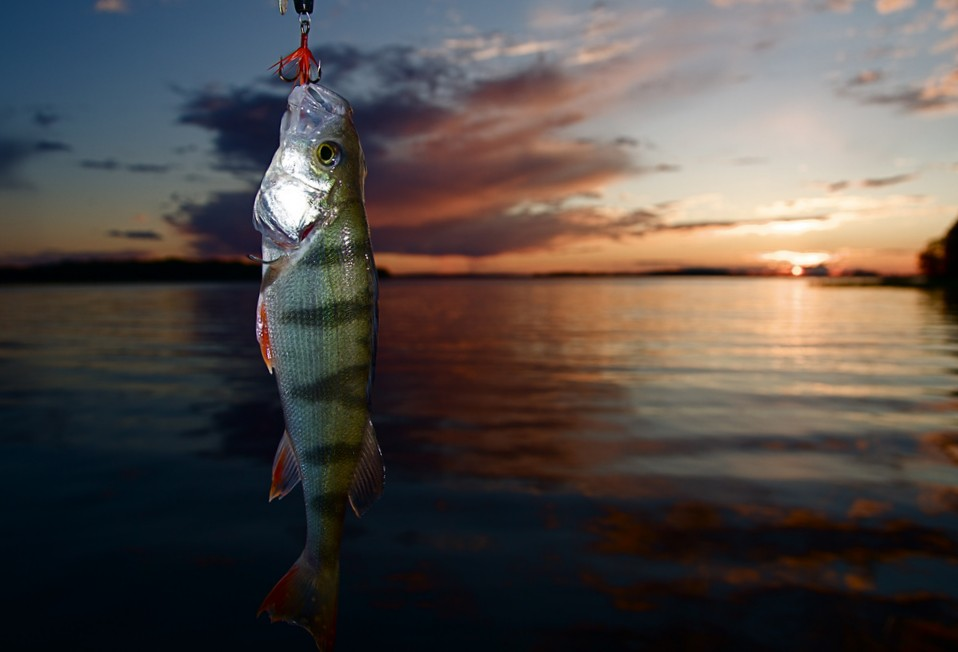
En abborre från Mälaren.

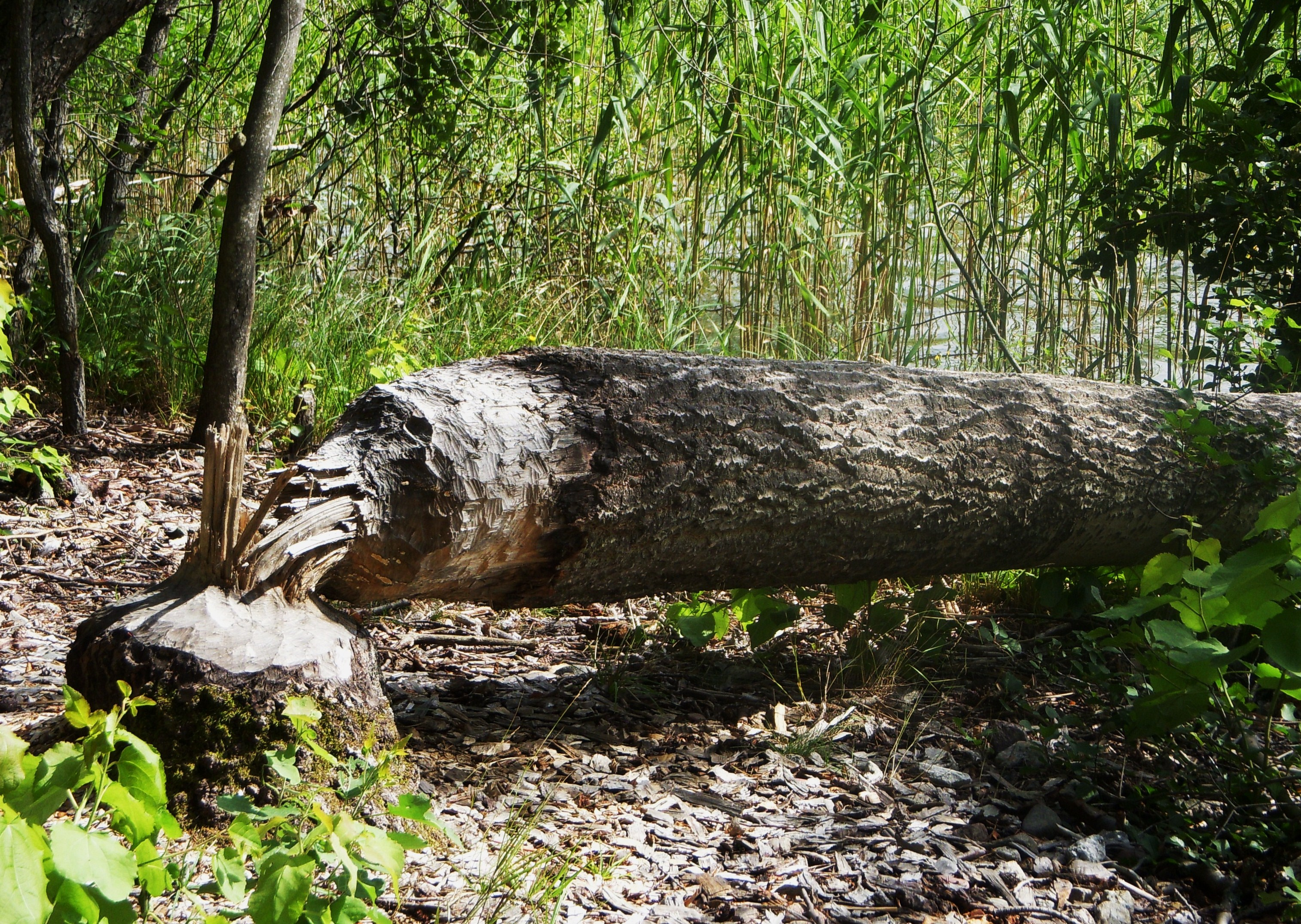
Bävergnag på Kärsön.

### Fiskar och kräftor
Mälaren har 33 naturligt förekommande fiskarter, vilket gör den till Sveriges artrikaste sjö med avseende på fisk. Därutöver finns inplanterade arter såsom kanadaröding, vätternröding, lax och havsöring. Av de förekommande arterna är 8 rödlistade, exempelvis asp, hornsimpa, harr och nissöga. Vanligt förekommande fiskar är bland annat: gädda, abborre, mört, sarv, björkna, braxen, benlöja, nors, gös, lake, sutare och ruda.
Mälaren var den första sjön i Sverige som drabbades av kräftpest, vilket skedde redan 1907. Båtar som trafikerade Mälaren med kräftor i lasten spred pesten längre in i sjön. Mälarens mycket goda bestånd av flodkräfta dog ut på kort tid. Sedan dess finns införd signalkräfta i sjön.

### Bäver
Sedan några år[när?] finns flera bäverkolonier runt Mälaren och på dess öar. På exempelvis Kärsön, en ö nära Stockholms västra utkant, kan man se färskt bävergnag och bäverfällda träd.[källa behövs] Även i centrala delar av Stockholm som Essingeöarna, Långholmen och Hammarby Sjöstad förekommer bäver.

### Fåglar
De vanligaste fåglarna som häckar på Mälarens fågelskär är de som också är vanligast i Östersjön. De tio talrikaste arterna var vid en inventering 2005 fisktärna, gråtrut, skrattmås, fiskmås, gräsand, vigg, kanadagås, knipa, silltrut och drillsnäppa. I Mälaren finns också häckfåglar som är mindre vanliga som havsörn, grågås, vitkindad gås, storlom, småskrake och snatterand, varav några är starkt hotade i Mälaren. Där häckar också, sedan 1994, storskarv av underarten P. c. sinensis, som ibland benämns mellanskarv. 2005 räknade man vid en inventering till 23 kolonier med 2178 bon vilket var en minskning med två kolonier men en liten ökning av bon från 2004. Den största kolonin innehöll 235 bon. Dock tror de flesta experter att kulmen för storskarvsökningen är nådd och att populationen i Mälaren kommer att stabilisera sig vid cirka 2000 bon. En av Mälarens karaktärsarter är fiskgjusen som i Mälaren har ett av sina starkaste fästen i världen. Fiskgjusen häckar i stort sett vid samtliga fjärdar i Mälaren.

### Riksintresse
Mälaren med öar och strandområden är i sin helhet av riksintresse. Exploatering av och andra ingrepp i miljön får komma till stånd endast under vissa förutsättningar. I sin motivering säger Länsstyrelsen i Stockholms län bland annat: "Mälarens strandområden bevaras oexploaterade. Områdets prägel av omväxlande natur- och kulturlandskap av skärgårdskaraktär bevaras genom fortsatt jord- och skogsbruk med naturvårdshänsyn. Områdets värden kan minskas genom olika slag av exploatering, t.ex. bebyggelse, eller omfattande kalavverkning. Anordningar för friluftslivet underhålls och kompletteras varsamt med hänsyn till natur och kulturmiljön."

## Sjöfart och handel

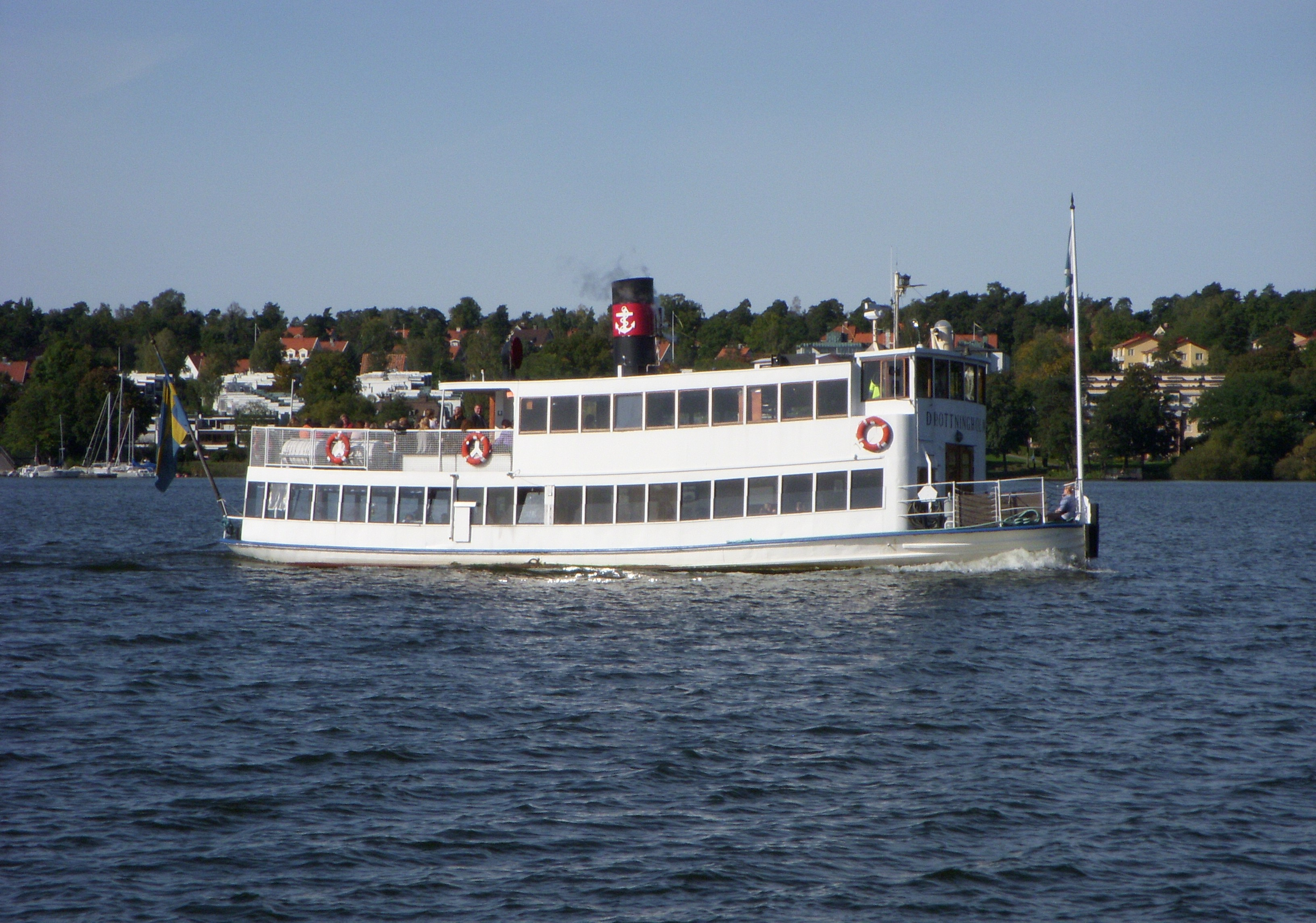
S/S Drottningholm på väg mot Stockholms stadshus, september 2010.

Genom sitt strategiska läge mellan Sveriges inland och Östersjön har Mälaren alltid varit viktig för sjöfarten. 
Under vikingatiden fanns stora handels- och boplatser som Helgö och Birka. På medeltiden blev Stockholm Sveriges och Mälarens viktigaste handelsplats. Mot väst fanns Kornhamn för sjötrafik till och från Mälaren. Mot öst fanns Kogghamn, som var den internationella hamnen, där de stora koggarna lade till under Hansetiden. Exporten bestod huvudsakligen av koppar och järn från Bergslagen samt hudar, pälsverk, torkad/saltad fisk och smör. Nästan inga varor producerades i själva Stockholm.
En märkbar del av järnet kom redan under Stockholms pionjärtid från Arboga, den innersta d.v.s. västligaste hamnen för mälarskutor. Dessa var ganska små segelskutor. C. M. Bellman besjunger, 1769, en variant av dessa, höbåten, i Fredmans epistel n:o 48. Bellman nämner inget om den självklara transporten av hö, däremot: grönsaker(!), mjölk, smör och Äpplen klara samt körsbär.
I och med uppfinningen av ångmaskinen tog sjöfarten på Mälaren de första stegen in i den industriella revolutionen. I augusti 1818 startade ångtrafik till Drottningholms slott. År 1821 fick Stockholm reguljära ångbåtsförbindelser till flera städer runt Mälaren och 1828 inrättades en ångbåtshamn för Mälartrafiken på Riddarholmen som länge var landets största. Förutom passagerartrafik var införseln av lantbruksprodukter en viktig del i verksamheten.
Fram till 1820-talet var Christopher Polhems sluss i Stockholm enda förbindelsen ut till Östersjön, då anlades Södertälje kanal. Huvuddelen av sjötrafiken går fortfarande via Södertälje kanal, men Hammarbyleden som invigdes 1930 för att avlasta Slussen är en viktig länk mellan Mälaren och Östersjön. Under mellankrigstiden drabbades Mälartrafiken av kris på grund av bilismens genombrott. Andra världskriget innebar en sista blomstringstid för trafiken. Under senare decennier har dock den gamla person- och godstrafiken ersatts av turisttrafiken. Alltsedan 1903 går ångfartyget S/S Mariefred oavbrutet på traden Stockholm-Mariefred. Traden Stockholms Stadshus–Drottningholms slott trafikeras av S/S Drottningholm tillsammans med systerfartyget M/S Angantyr. Hamnar finns förutom i Stockholm i bland annat Västerås och i Köping.

## Bilder

Mälaren
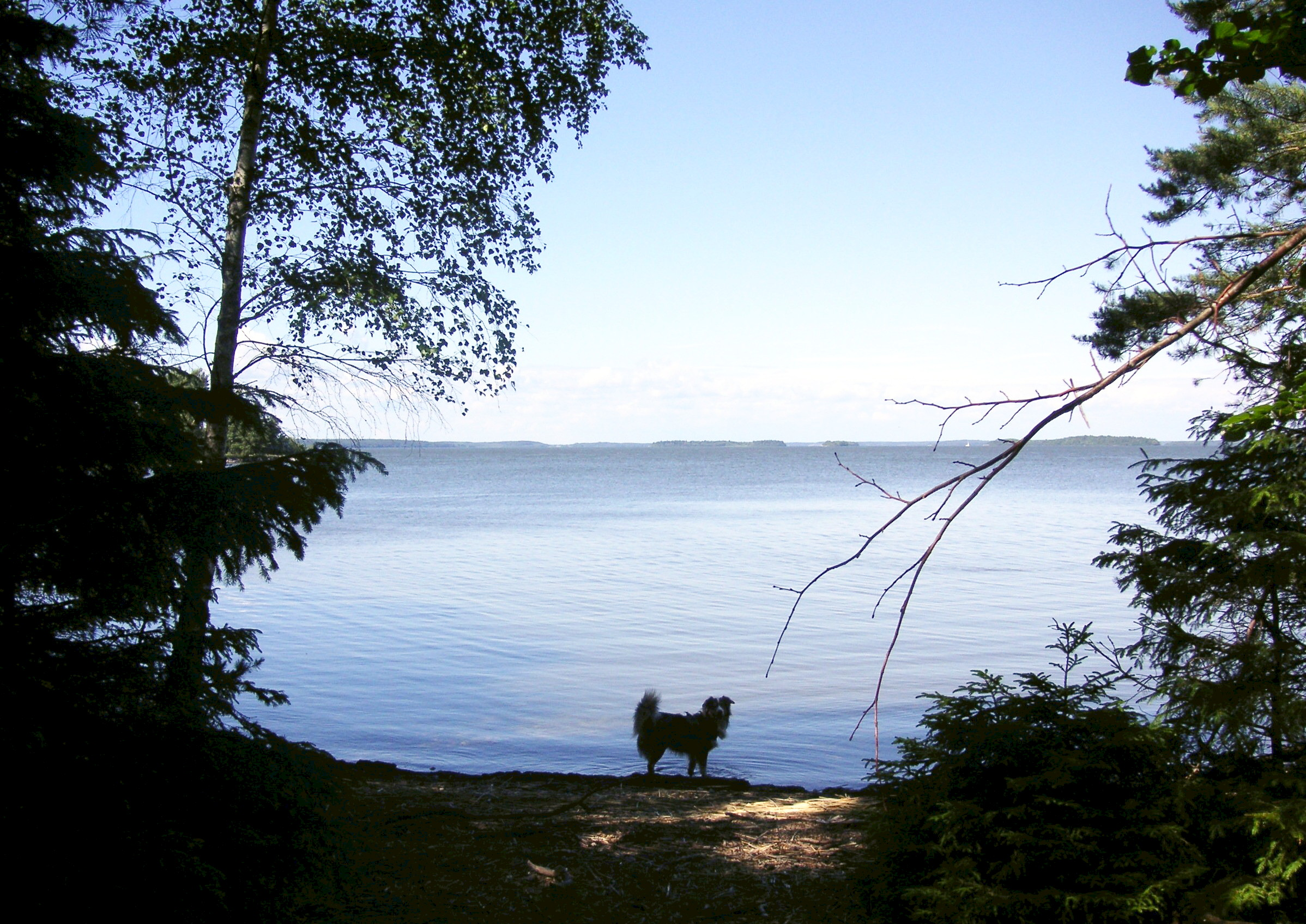
Mälaren mot norr från Adelsön
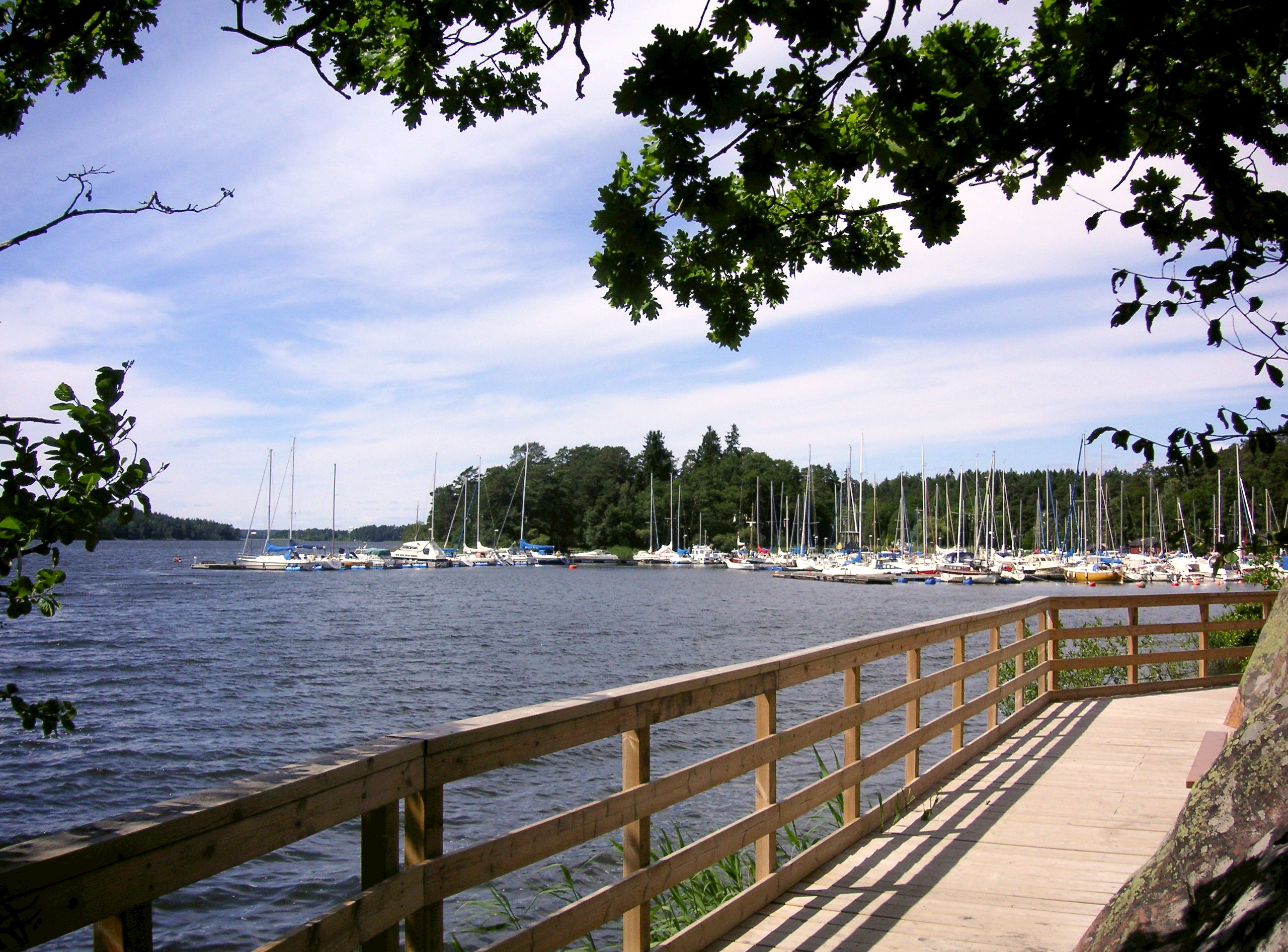
Mälaren vid Grimsta naturreservat
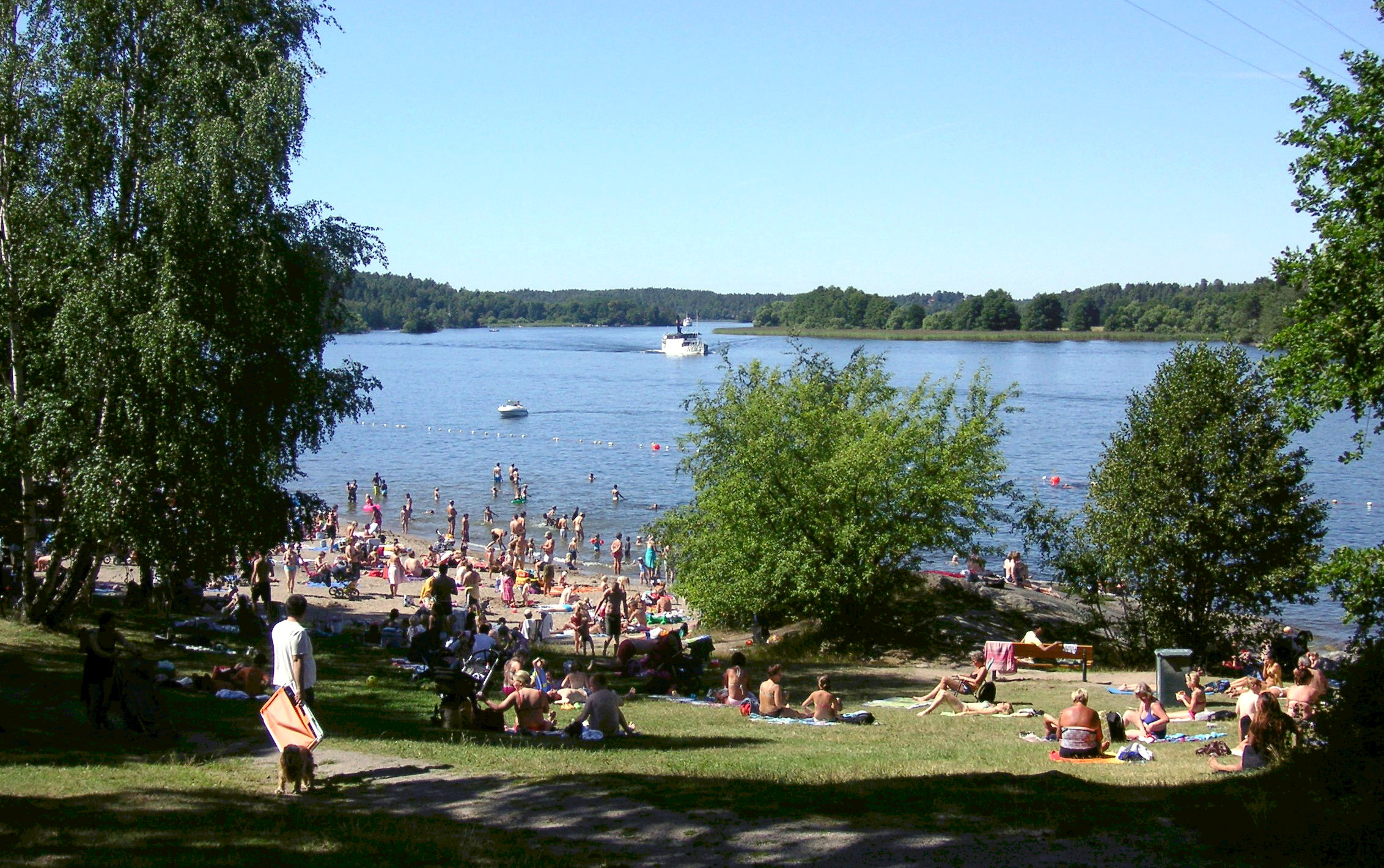
Mälaren vid Mälarhöjdsbadet
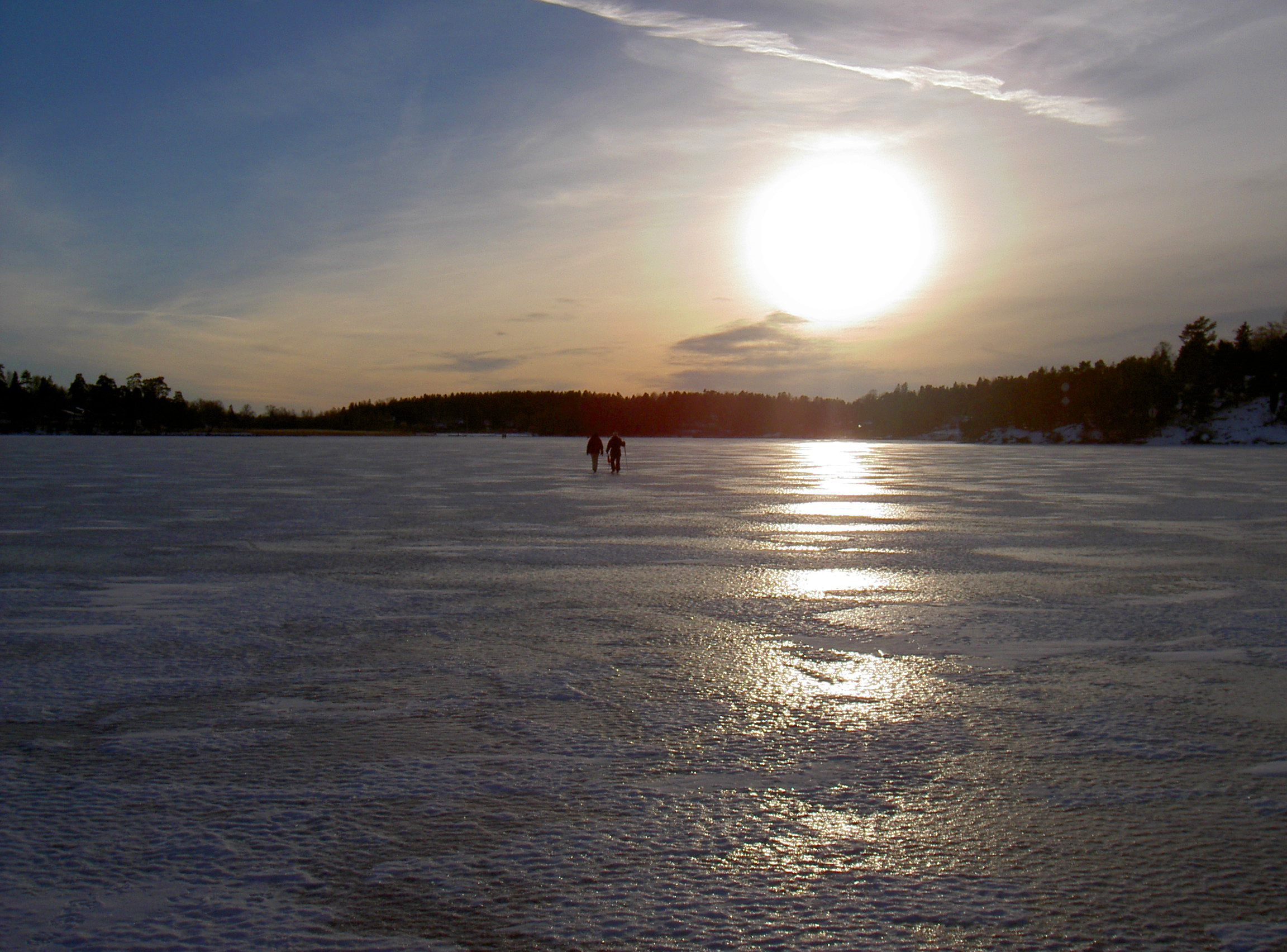
På Mälarens is vid Mälbyviken

Mälaröar
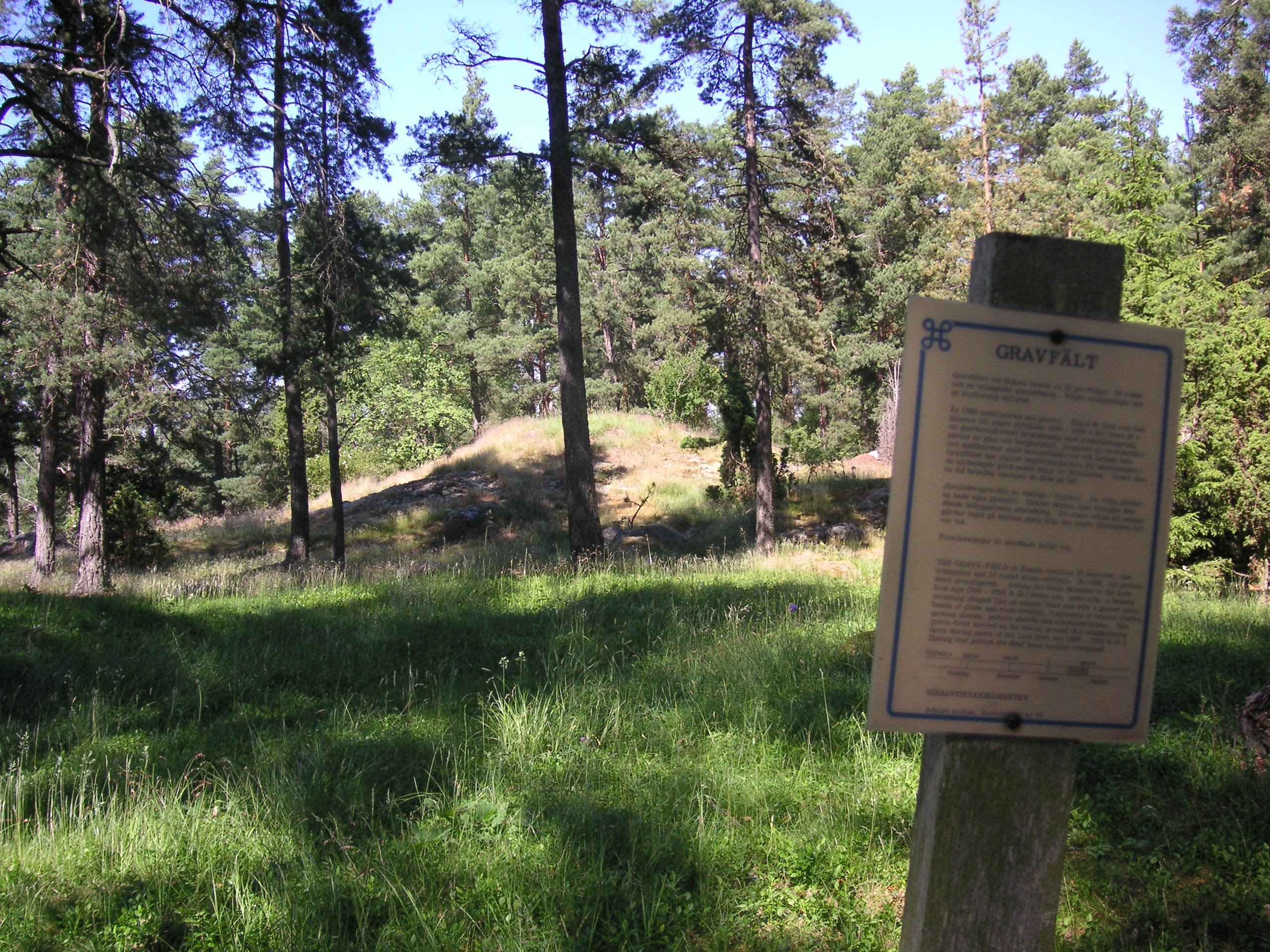
Kunsta fornlämningsområde Adelsön
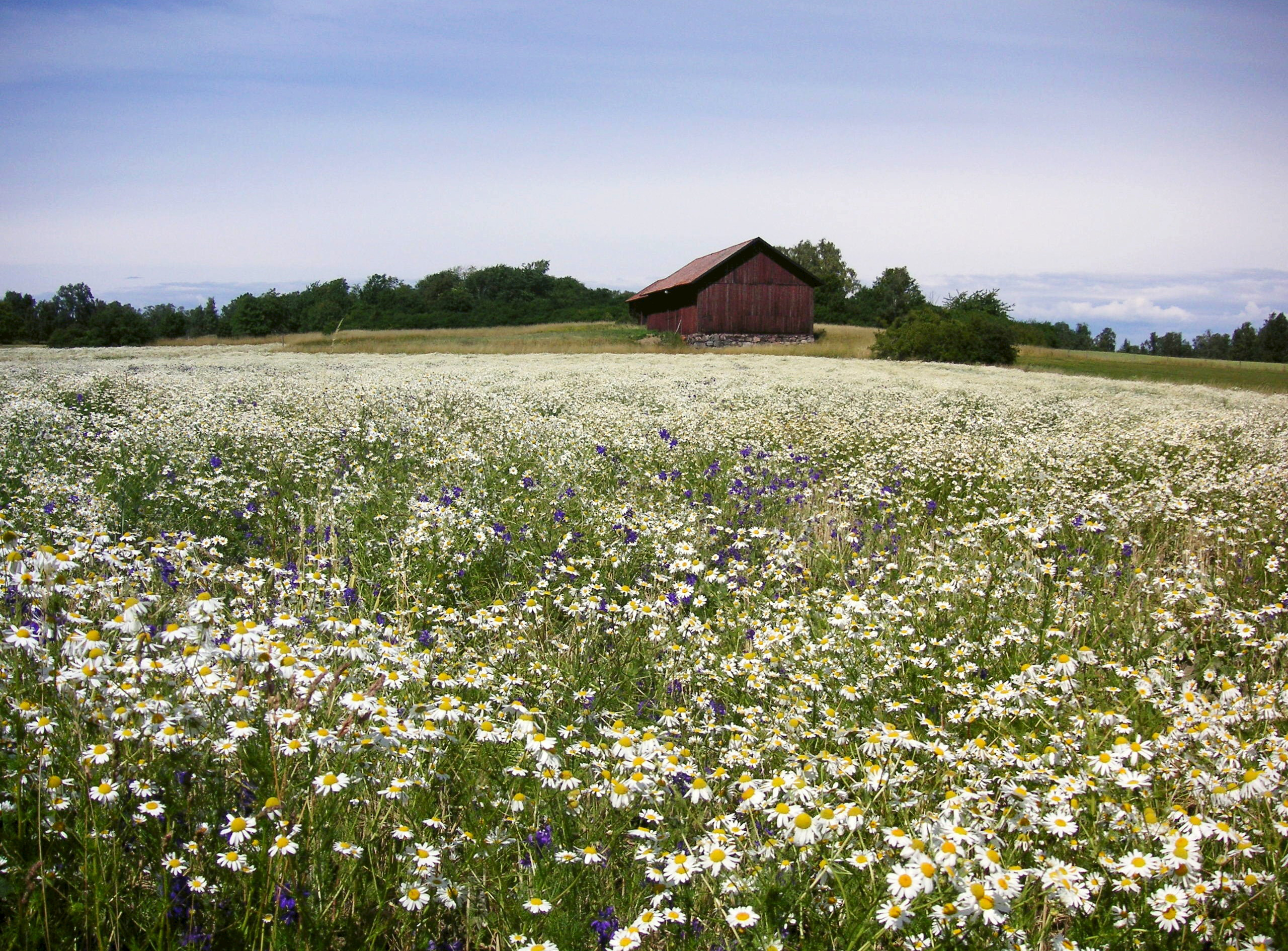
Kulturlandskapet på Björkö
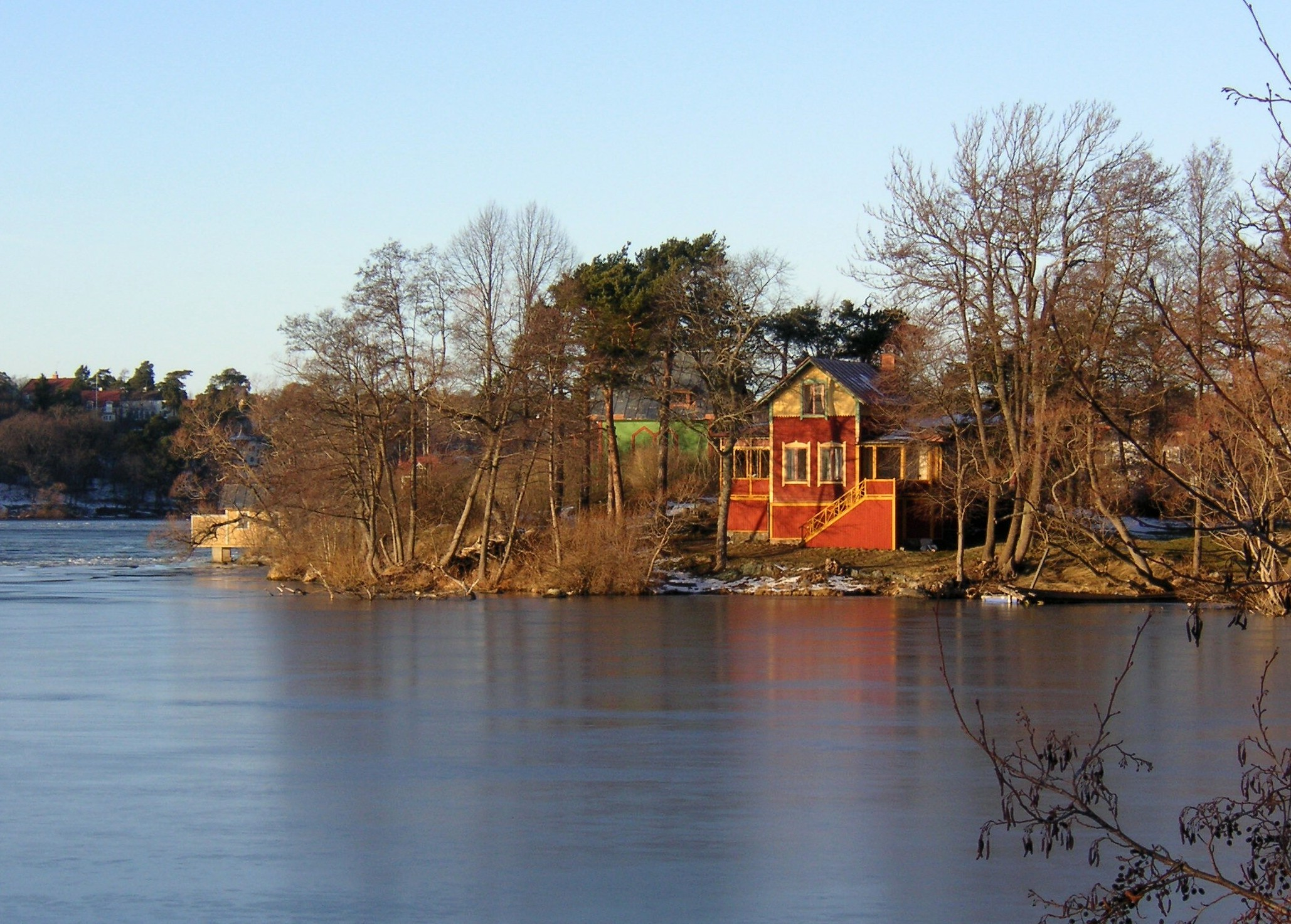
Bebyggelsen på Lindholmen
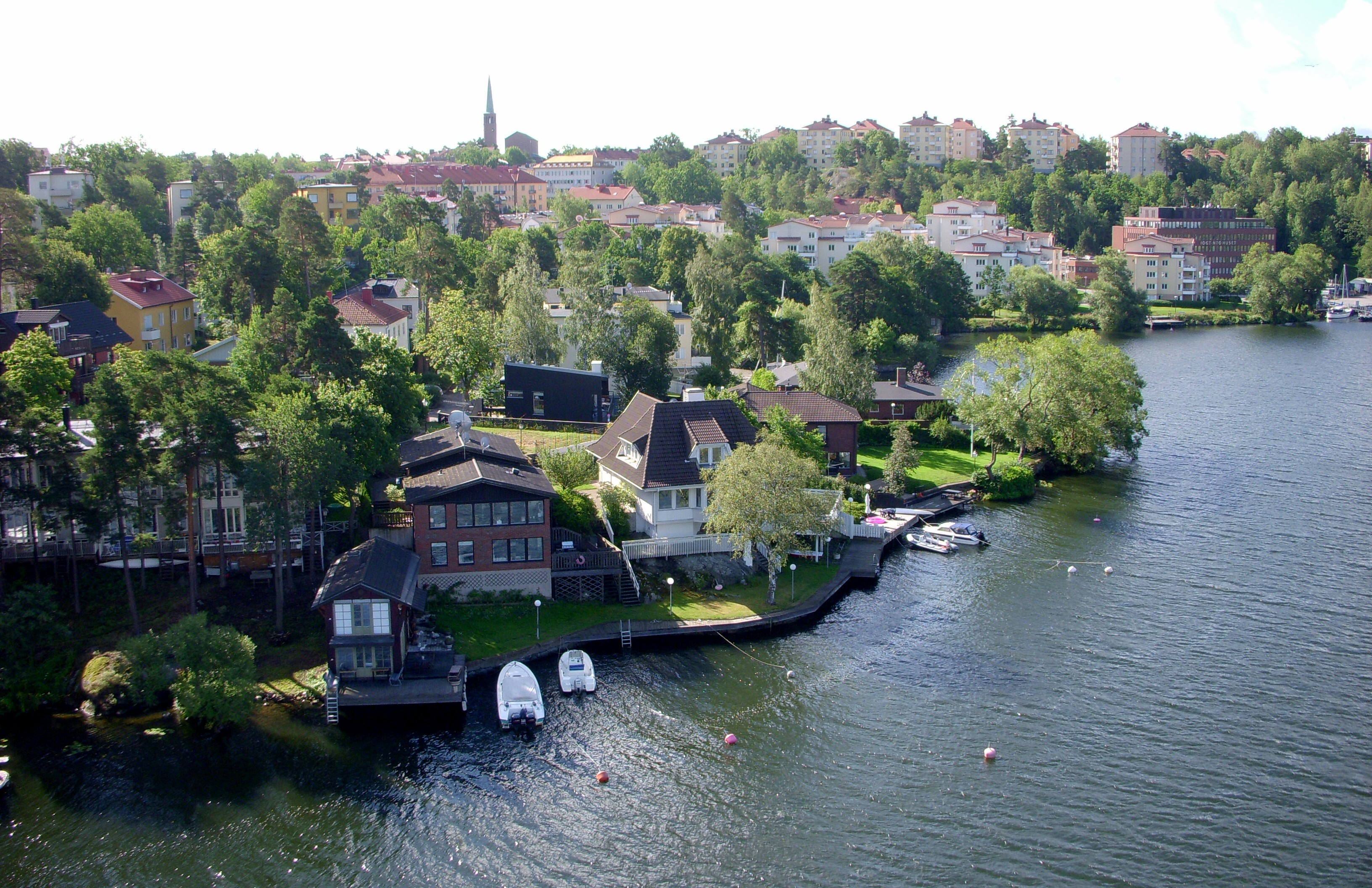
Stora Essingen

## Delbassänger
Mälaren brukar delas in i delbassänger och från väst till öst benämns de:

Galten, Blacken, Långtarmen, Freden, Västeråsfjärden, Granfjärden, Oknöfjärden, Gripsholmsfjärden, Prästfjärden, Björkfjärden, Ekoln, Gorran & Skarven samt Östra Mälaren.

## Öar i urval
- Adelsö, Björkö, Arnö, Ekerö, Färingsö (även kallat Svartsjölandet), Helgö, Kanan, Kungsholmen, Kärsön, Essingeöarna, Lindholmen, Lovön, Ridön (Södermanland), Ridön (Västmanland) och Rotholmen.
- Fler öar i Mälaren

Ofärdsön, som spelar en central roll i Leif GW Perssons bok ”Kan man dö två gånger?” och som i boken ligger i Mälaren utanför Ekerö, finns inte på riktigt. Däremot finns ön Obygdön på riktigt. Obygdön ligger i Mälaren i Strängnäs kommun och har bl.a. använts vid flera filminspelningar.